# Plein sud
Plein sud is een Franse film van Sébastien Lifshitz uit 2009.

## Inhoud
De 27-jarige Sam rijdt in de zomer naar het zuiden met zijn Ford. Samen met hem reizen ook een broer en zus, Mathieu en Léa, die hij toevallig onderweg ontmoette. Léa is mooi en zeer vrouwelijk en houdt veel van de mannen, Mathieu ook. Onderweg naar Spanje voor een lange reis en ver van de autowegen, leren zij elkaar kennen en liefhebben. Sam heeft echter een geheim, een oude wonde die hem elke dag meer isoleert. Hij is als kind gescheiden van zijn moeder en de reis heeft voor hem slechts één doel: haar terugvinden.

## Productie
Deze roadmovie werd in de regio's Normandië en Aquitanië gedraaid. De film bestaat uit twaalf hoofdstukken, waarbij elk hoofdstuk een etappe van de reis van Sam behandelt.

## Rolverdeling
- Yannick Renier: Sam
- Léa Seydoux: Léa
- Théo Frilet: Mathieu
- Nicole Garcia: moeder
- Pierre Perrier: Jérémie.